# Harry Chamberlin
Harry Dwight Chamberlin (ur. 19 maja 1887 w Elgin, zm. 29 września 1944 w Monterey) – amerykański jeździec sportowy. Dwukrotny medalista olimpijski z Los Angeles.
Brał udział w trzech igrzyskach (IO 20, IO 28, IO 32). W 1932 był drugi w indywidualnym konkursie skoków przez przeszkody i zwyciężył w drużynie w WKKW. Ukończył West Point w 1910, służył we Francji podczas pierwszej wojny światowej. Dosłużył się stopnia generalskiego.